# Join, or Die
Join, or Die är Amerikas första politiska skämtteckning. Benjamin Franklin beställde teckningen för att visa de tretton kolonierna att de var svaga var för sig men starka tillsammans. 
Teckningen publicerades för första gången i The Pennsylvania Gazette den 9 maj 1754.